# And the Mountains Echoed
And the Mountains Echoed (Brasil: O Silêncio das Montanhas / Portugal: E as Montanhas Ecoaram) é o terceiro romance do escritor afegão Khaled Hosseini. Publicado em 2013 pela Riverhead Books, desvia-se do estilo de Hosseini encontrados em suas duas primeiras obras.
Para evitar de se concentrar em apenas uma personagem, o livro é escrito como uma coleção de histórias curtas formando cada um dos nove capítulos onde são narrados a partir da perspectiva de personagens diferentes. O pano de fundo da trama é construído sobre a relação de um menino de dez anos, Abdullah, e sua irmã de três anos, Pari, e a decisão de seu pai de vendê-la a um casal sem filhos em Cabul, evento este que une as várias narrativas.
A obra recebeu comentários favoráveis antes mesmo de sua publicação e estava previsto a ser mais um sucesso de vendas, visto que alcançou o top 10 da Amazon.com antes mesmo de sua liberação e mais tarde tornando-se um best-seller. Cinco meses após a sua publicação, estima-se que foram vendidas três milhões de cópias.